# مريم بنمبارك
مريم بنمبارك هي كاتبة سيناريو ومخرجة مغربية من مواليد 21 يوليو 1984 بمدينة الرباط.
يعتبر فيلم «صوفيا» (2018) أول فيلم روائي طويل لها.

## مسيرتها
نشأت مريم في بلجيكا وفرنسا. أخذت دورة «فلورنت» (Cours Florent) في باريس، ودرست الإخراج بالمعهد العالي للفنون في بروكسل.
فاز فيلمها القصير الأول «جنة» (وهو فيلم تخرج) في عام 2014، بالجائزة الكبرى لأفضل فيلم قصير في مهرجان رود آيلاند في الولايات المتحدة، كما سمح لها بالتنافس في جوائز الأوسكار لعام 2015.

## روابط خارجية
- مريم بنمبارك على موقع IMDb (الإنجليزية)
- مريم بنمبارك على موقع روتن توميتوز (الإنجليزية)
- مريم بنمبارك على موقع ألو سيني (الفرنسية)
- مريم بنمبارك على موقع قاعدة بيانات الفيلم (الإنجليزية)
- مريم بنمبارك على موقع ليتربوكسد (الإنجليزية)